# Нижний Вожой
Нижний Вожой — деревня в Завьяловском районе Удмуртии, входит в Первомайское сельское поселение. Находится в 12 км к востоку от центра Ижевска, на правом берегу реки Вожойка.